# Kofra
Das Kommunikationszentrum für Frauen zur Arbeits- und Lebenssituation e. V. (Kofra e. V.) versteht sich als Zentrum und Verein, der Frauen zur Verfügung steht, um sich zu vernetzen und ihre Interessen selbst in die Hand zu nehmen.

## Geschichte
Der Verein wurde 1982 in München als autonomes Selbsthilfeprojekt von der Sozialwissenschaftlerin Anita Heiliger und Annette Stehr (1952–2015) gegründet. Mit der Gründung von Kofra wurde das Thema „Frauen in der Arbeitssituation“ öffentlich. Kofra ist bundesweit das erste autonome Selbsthilfeprojekt bei dem von Anfang an die berufspolitischen Fragen von Frauen zentral sind. Die Historikerin Elisabeth Zellmer ist der Meinung, dass die von ihr untersuchten Akteurinnen und Institutionen der Münchner Frauenbewegung wie beispielsweise Kofra, auf einer Mikroebene die institutionellen Rahmenbedingungen von Politik, Gesellschaft und Wirtschaft auf einer Makroebene beeinflussten und umgekehrt. „Sie waren Produkt als auch Produzentin der sie umgebenden längerfristigen Wandlungsprozesse.“

## Aufgaben und Ziele
Laut Vereinssatzung vom 15. Juli 1982, soll der Verein u. a. das Bewusstsein über die vielfältigen, offenen und verborgenen Formen der Benachteiligung und der Diskriminierung von Frauen im Arbeitsbereich fördern und dazu beitragen, dass Frauen handlungsfähiger werden, ihre Interessen gemeinsam politisch zu vertreten und durchzusetzen. Der Verein schafft und fördert Einrichtungen, die die Selbsthilfetätigkeit der berufstätigen und arbeitslosen Frauen stärken, die ferner kollegiale und fachliche Beratung bieten und die Möglichkeit schaffen, Probleme und Förderung hinsichtlich der Arbeitssituation von Frauen an die Öffentlichkeit zu tragen. Der Verein wirkt darauf hin, dass Inhalte und Lernformen in die Aus- und Fortbildung hineingetragen werden, die die Lebenssituation und die Interessen von Frauen berücksichtigen.

## Arbeitsgruppen und Projekte
Mitarbeitende organisieren den Alltag des Projektes und sind Ansprechpersonen für Beratung, Gespräche und Informationen zu Fragen des Arbeitslebens, bei sozialen, psychischen und rechtlichen Belangen. Es werden Vorträge, Diskussionen, Workshops und Seminare angeboten, in denen schwerpunktorientierte und arbeitsspezifische Themen vertieft werden können. Kofra verfügt über eine gutsortierte Bibliothek und Videothek zu frauenspezifischen und feministischen Themen, die ausgeliehen werden können. Die Räume stehen für Treffen zur Verfügung, in denen Hilfestellung zur Bildung von Arbeits- und Selbsthilfegruppen angeboten werden.
Im Kontext von Kofra entwickelte eine Arbeitsgruppe von Pädagoginnen einen Entwurf zur feministischen Mädchenarbeit. 1985 gründeten sie die IMMA – Initiative Münchner Mädchen Arbeit. Im Oktober 1985 startete das erste Projekt der IMMA: der Mädchenpower-Treff, aus dem später das Ragazza – Treff für Mädchen und junge Frauen wird. Heute besteht die Initiative Münchner Mädchenarbeit aus sechs verschiedenen Einrichtungen der Jugendhilfe, u. a. einer Beratungsstelle, einer Kontakt- und Informationsstelle für Mädchenarbeit und einer Zufluchtsstelle. Ziel der Arbeit ist die Verbesserung der Situation von Mädchen und jungen Frauen. Der Treffpunkt Mädchenpower ist der bundesweit erste selbstverwaltete Treffpunkt für Mädchen mit feministischer Ausrichtung.
1997–1998 organisierte und koordinierte Kofra die Münchner Kampagne gegen Männergewalt an Frauen, Mädchen und Jungen. Diese Kampagne ist ein in der Bundesrepublik bisher einmaliger Ansatz, der von einem Netzwerk aus über 250 Münchner Institutionen und Gruppierungen getragen und unterstützt wurde.
Seit 2010 gestaltet Kofra regelmäßig eine Sendung im Radio LORA in München. Jede Sendung beinhaltet einen Themenschwerpunkt z. B. Flüchtlingsfrauen, Sorge- und Umgangsrecht, Hartz IV, Ämterbegleitung.
Kofra veranstaltet Vorträge und Diskussionen zur Arbeits- und Lebenssituation von Frauen unter anderem mit Kristina Hänel, Marlies Krämer, Luise Pusch, Inge Hannemann, Zana Ramadani, Anne Wizorek und Seyran Ates. Vom 5. bis 7. Dezember 2014 fand der von Kofra initiierte erste abolitionistische, internationale Kongress Stopp Sexkauf in Deutschland, Europa und auf der ganzen Welt in Deutschland statt. Referentinnen des Kongresses waren u. a.: Mary Honeyball, Dorothee Schlegel, Lea Ackermann, Christine Strobl und Sabine Constabel. Die Kampagne Stopp Sexkauf ist ein bundesweites Bündnis in Zusammenarbeit u. a. mit Terre des Femmes, Solwodi und der Zeitschrift Emma.
Kofra kooperierte mit der Lernplattform Spaß oder Gewalt, um Pädagogen dabei zu unterstützen, Jugendliche zu sensibilisieren und mit ihnen sexualisiertes Verhalten und sexualisierte Gewalt zur Sprache zu bringen.
#ichhabnichtangezeigt war eine bundesweite Social-Media-Aktion, die Frauen im Rahmen des Beratungszentrums Kofra in München 2012 privat organisiert haben, um Opfern von sexueller Gewalt eine Stimme zu geben.
Der Verein trug zu mehreren Veröffentlichungen der Münchener Stadtverwaltung bei, so zu den Broschüren „Tipps für Hellhörige. Was tun bei Verdacht auf sexuelle Kindesmisshandlung in der Familie?“, und „Themengeschichtspfad: Die Geschichte der Frauenbewegung in München“.
Arbeitsgruppen seit 1982 sind u. a. die AK
1. Frauen in Naturwissenschaften und in männerdominierten Berufen.
2. Frauen im Alter.
3. Existenzgründerinnen.
4. Aktiv gegen Männergewalt.
5. Mamas wehren sich.
6. Abbau der Prostitution.
7. Ämterbegleiterinnen.
8. Künstlerinnen.
9. Rassismus im Alltag.
10. Ältles/Freules – Ältere Lesben.
11. frauengerechte Sprache.
12. Jufems – Junge Feministinnen.
13. Hikedykes.
14. Late Bloomers - Frauen mit spätem Coming-Out.
15. Matriwissen.
16. Treff für arbeitssuchende und arbeitslose Frauen.
17. Lesben und Arbeit.[23]
18. Uferlos Lesbenpolitik[24]

## Publikationen
In der Zeit von 1982 bis 2020, erschien etwa alle 2 Monate die Zeitschrift für Feminismus und Arbeit / Kofra mit einem Schwerpunktartikel. Archivierte Ausgaben werden als PDF bereitgestellt. In der Zeitschrift veröffentlichten auch international bekannte Wissenschaftlerinnen wie z. B. Gail Dines, Sheila Jeffreys und Luise F. Pusch.

## Finanzierung
Das Angebot wird zum Teil durch Vereinsbeiträge unterhalten. Ein Teil der Sachkosten und 2,25 Personalstellen werden über einen Zuschuss vom Sozialreferat der Stadt München finanziert.